# Филодем из Гадары
Филодем (др.-греч. Φιλόδημος) из Гадары, Филодем Гадарский (ок. 110 г. до н. э., Гадара — ок. 40 или 35 г. до н. э., Геркуланум) — древнегреческий философ
-эпикуреец и поэт. Учился у Зенона Сидонского в Афинах, затем жил в Риме и Геркулануме.

## Краткая характеристика
В основном Филодем был известен как автор стихов в Палатинской антологии, но в начале XVIII века на Вилле папирусов были найдены фрагменты других его многочисленных сочинений по этике, теологии, риторике, музыке, поэзии и истории различных философских школ.
Сохранившиеся фрагменты о музыке не содержат сколько-нибудь последовательного музыкально-теоретического учения. Основной пафос Филодема — критика традиционных этико-философских концепций музыки с позиций эпикуреизма.
Для реконструкции сочинений Филодема, найденных на Вилле Папирусов, был создан международный проект Philodemus Project. В 2024 году благодаря частичной расшифровке одного из папирусов Геркуланумской библиотеки, авторство которого как считается принадлежит Филодему, выяснилось что, Платон был похоронен в саду своей академии в Афинах, рядом с мусейоном или сацеллумом, небольшим храмом посвященным музам.

## Список произведений Филодема

### Сочинения по истории философии
- Index Stoicorum (Перечень стоиков), (PHerc. 1018)
- Index Academicorum (Перечень академиков), (PHerc. 164, 1021)
- О стоиках, (PHerc. 155, 339)
- Об Эпикуре, (PHerc. 1232, 1289)
- Работы о записях Эпикура и некоторых других, (PHerc. 1418, 310)
- К друзьям школы, (PHerc. 1005)

### Научные работы
- О знаках (О феноменах и выводах), (PHerc. 1065)
- Из лекций Зенона (PHerc. 1389, 1003)

### Теология
- О благочестии (О набожности), (PHerc. 1428)
- О богах, (PHerc. 26)
- Об образе жизни богов, (PHerc. 152, 157)

### Этика
- Пороки и добродетели (сохранились отдельные книги), (PHerc. 222, 223, 1082, 1089, 1457, 1675; 1424; 1008)
- Сравнительная этика, (PHerc. 1251)
- О смерти, (PHerc. 1050)
- О прямодушии (Об откровенной критике), (PHerc. 1471)
- О гневе, (PHerc. 182)
- О ведении хозяйства (Экономика).

### Риторика, музыка, поэтика
- О риторике (на многих папирусах, PHerc. 1672, 1674, 1423, 1669)
- О музыке в 4 книгах, (PHerc. 411, 1497, 1578)
- О поэзии в 5 книгах, (на многих папирусах, PHerc. 460, 463, 1074, 207, 1425, 914, 1676)
- О хорошем правителе согласно Гомеру, (PHerc. 1507)

В «Палатинской Антологии» содержится 34 его стихотворения, главным образом, эротического содержания.

## Издания и переводы
Греческие тексты:
- «О гневе» (издание 1864 года)
- «О музыке» (издание Иоганна Кемке, Лейпциг, 1884)
- «Экономика» (издание 1906 года)
- Philodemi volumina rhetorica: supplementum: Vol. I (1892); Vol. II (1896).
- «Peri parrhesias» (издание 1914 года)
- Philodème de Gadara. Sur la musique. Livre IV. Texte établi, traduit et annoté par Daniel Delattre. 2 vls. Paris: Les belles lettres, 2007. ccxc, 530 pp. ISBN 978-2-251-00540-9 (критическое издание сохранившихся фрагментов о музыке и их французский перевод).

Русские переводы:
- Филодем. Экономика. / Пер., ст. и прим. Г. А. Тароняна. // Вестник древней истории. 1969. № 4.
- Филодем. О стихах. Кн.5. / Пер. М. Л. Гаспарова, прим. А. А. Тахо-Годи. // Лосев А. Ф. Эллинистически-римская эстетика I-II вв. н.э. М.: Издательство МГУ, 1979. 416 с. С. 342-360.
- Филодем. Эпиграммы 1-29. / Пер. Л. Блуменау, Ю. Шульца, Г. Иваницы. // Греческая эпиграмма. СПб.: Наука, 1993. С. 260-269.